# Campeonato Bósnio de Futebol Feminino
A Premijer Ženska Liga é a liga de futebol feminino de maior escalão da Bósnia e Herzegovina. Desde 2013, a liga foi unificada. Antes, era disputado em dois grupos separados com base em sistemas de liga confinados dentro das entidades da Bósnia, sendo um deles a Primeira Liga Feminina da Federação da Bósnia e Herzegovina e a outra Primeira Liga Feminina da República Sérvia, com o campeão sendo decidido por play-offs. Posteriormente, em 2013, essas ligas se juntaram e se tornaram a Premijer Ženska Liga. A equipe vencedora da liga ganha uma vaga na Liga dos Campeões de Futebol Feminino da UEFA. Os últimos dois colocados são rebaixados e os vencedores da Primeira Liga de Futebol Feminino - FBiH e da Primeira Liga de Futebol Feminino - RS ganham vaga na Premijer Ženska Liga na próxima temporada.
A liga atrai pouca atenção da mídia na Bósnia e Herzegovina, enquanto o financiamento é frequentemente inadequado e alguns clubes carecem de infraestrutura.

## Clubes participantes em 21/22
A temporada 2021/22 será disputada por 8 clubes.
| Clube            | Local         | Estádio                   |
| ---------------- | ------------- | ------------------------- |
| Drina Zvornik    | Zvornik       | Gradski stadion Zvornik   |
| Emina Mostar     | Mostar        | Stadion Rođeni            |
| Fortuna Živinice | Živinice      | Stadion Slaven            |
| Iskra            | Bugojno       | Stadion Jaklić            |
| Lokomotiva       | Brčko         | Stadion Lokomotiva        |
| Radnik Bumerang  | Bijeljina     | Gradski stadion Bijeljina |
| SFK 2000         | Sarajevo      | TC Butmir                 |
| Široki Brijeg    | Široki Brijeg | Musa-Karačić              |

## Lista de campeões
Lista de campeões:
- 2001–02: NK Iskra Bugojno
- 2002–03: SFK 2000
- 2003–04: SFK 2000
- 2004–05: SFK 2000
- 2005–06: SFK 2000
- 2006–07: SFK 2000
- 2007–08: SFK 2000
- 2008–09: SFK 2000
- 2009–10: SFK 2000
- 2010–11: SFK 2000
- 2011–12: SFK 2000
- 2012–13: SFK 2000
- 2013–14: SFK 2000
- 2014–15: SFK 2000
- 2015–16: SFK 2000
- 2016–17: SFK 2000
- 2017–18: SFK 2000
- 2018–19: SFK 2000
- 2019–20: SFK 2000
- 2020–21: SFK 2000

## Títulos por clube
- SFK 2000: 19 títulos (recorde)[3]
- Iskra: 1 título.